# Cavaliere
A Cavaliere egy olaszországi folyó. Sessano del Molise mellett ered, a Matese-hegységben. Átszeli Isernia és Campobasso megyéket, majd a Volturno folyóba torkollik. Mellékfolyói a Longano, Rava Secca, Vandra és Sordo.